# Lisa Murkowski
Lisa Ann Murkowski (født 22. maj 1957) er en amerikansk politiker. Hun er en senator og repræsenterer Alaska og Det republikanske parti. Hun overtog sin fader, Frank Murkowskis, senatplads i 2002, da han blev valgt til guvernør i Alaska, men vandt to år senere med 3 procentpoint over den demokratiske kandidat. Hun er den første amerikanske senator som er født i Alaska. Hun er også den første kvinde som repræsenterer Alaska i Kongressen.
Murkowski er en af fire republikanske senatorer som er medlem af organisationen Republicans for Choice, som støtter valgfri abort.